# Németh Lászlóné (politikus)
Németh Lászlóné (született Serényi Zsuzsanna) (Budapest, 1953. július 16. – ) magyar  gazdasági szakember, politikus, a második Orbán-kormány nemzeti fejlesztési minisztere. A 2014-es Befolyás-barométer szerint ő volt Magyarország 28. legbefolyásosabb személye. 2016-ban a Forbes őt választotta a 6. legbefolyásosabb magyar nőnek a közéleben.

## Életpályája
1976-ban középfokú végzettséget szerzett a Külkereskedelmi, Oktatási és Továbbképző központban, külkereskedelmi szakon. Ezen felül banki szak-tanfolyamokat végzett. Szakmai tapasztalatait magyarországi vállalatoknál bővítette vezető beosztásban. Korábban a Magyar Fejlesztési Bank (MFB) vezérigazgató-helyettese és igazgatóságának belső tagja volt.
A második Orbán-kormányban a Simicska Lajos bizalmi embereként számon tartott Némethné 2011. december 23-tól 2014. június 6-ig a nemzeti fejlesztési miniszter tisztségét töltötte be. 
A harmadik Orbán-kormányban a Miniszterelnökség nemzeti pénzügyi szolgáltatásokért és postaügyekért felelős államtitkára. 2016-ban vonult nyugdíjba. 
2018 decemberétől a nemzeti dohányboltok koncessziós szerződéseit kezelő ND Nemzeti Dohánykereskedelmi Nonprofit Zrt. felügyelőbizottságának elnöke.

## Családja
Két leánygyermek édesanyja.